# Hieracium lachenalii subsp. lachenalii
Hieracium lachenalii subsp. lachenalii (возможное русскоязычное название Ястребинка Лашеналя подвид Лашеналя), или Ястребинка обыкновенная — травянистое растение рода Ястребинка (Hieracium) семейства Астровые (Asteraceae).

## Название
Научное латинское название рода происходит от др.-греч. ἱέραξ (hiérax, “ястреб”) и др.-греч. -ιον (-ion, уменьшительный суффикс). Согласно некоторым источникам впервые растение упоминается у Диоскорида, а Плиний Старший указывал что ястребы используют в пищу листья ястребинки, чтобы улучшить свою феноменальную силу зрения, с чем и связано название в древнегреческом языке и на латыни.
Научный латинский видовой эпитет дан в честь швейцарского анатома и ботаника Вернера де Лашеналя, он же является названием основного подвида.
Русскоязычное название таксона в авторитетных источниках не встречается. До последнего времени в отечественной литературе растение упоминалось под устаревшим синонимичным названием Ястребинка обыкновенная.

## Ботаническое описание[5][6]
Многолетнее травянистое растение с выраженной розеткой прикорневых листьев.
Стебель (20-)30-70(-100) см высотой, 1-5 мм в поперечнике, у основания красно-фиолетовый, скудно покрыт мягкими волосками 1-3 мм длиной без железок, вверху умеренно звездчато опушенный.
Листья розетки (0-)3-5(-8), зелёные, с пластинкой, постепенно переходящей в крылатый черешок, ланцетной или яйцевидно-ланцетной формы, сверху с простыми волосками или без них, по краю без железистых волосков. Ко времени цветения могут усыхать. Стеблевых листьев (1-)2-4(-8), зеленые, сверху с рассеянными простыми волосками 0,8-1,2 мм длиной или без них, ланцетные или яйцевидно-ланцетные, верхние сидячие.
Соцветие обычно раскидисто-метельчатое, из 2-16(40) корзинок. Цветоносы опушены в различной степени волосками 1 мм длиной с единичными железками, реже безжелезковые. Листочки обертки узкотреугольные до линейных, 0,9-1,1 мм длиной, с многочисленными железистыми и простыми волосками. Рыльца темные или желтые.
Цветет в июле, плодоносит в августе (для средней полосы России).

## Распространение и экология[5][7]
Преимущественно западноевропейский вид, Скандинавия, северная часть Балкан. Повсеместно в Европейской части России, в Центральной России распространен во многих областях, чаще в нечернозёмной полосе.
Растет в тенистых лесах (чаще в еловых или с участием ели), на полянах и опушках, реже на травянистых склонах, по берегам рек и озер.

## Классификация

### Таксономия[8]
Hieracium lachenalii subsp. lachenalii (автоним Hieracium lachenalii C.C.Gmel., 1808, Fl. Bad. 3: 322)
Подвид Hieracium lachenalii subsp. lachenalii относится к виду Hieracium lachenalii рода Ястребинка семейства Астровые (Asteraceae) порядка Астроцветные (Asterales). Кладограмма в соответствии с Системой APG IV:
|  |                                      |  |                                   |                                   |                    |  | ещё 10 семейств | ещё 10 семейств |                      |  |  |  | еще 3077 подтвержденных и 7056 в статусе "непроверенных" видов и инфравидовых таксонов | еще 3077 подтвержденных и 7056 в статусе "непроверенных" видов и инфравидовых таксонов |  |  |
|  |                                      |  |                                   |                                   |                    |  | ещё 10 семейств | ещё 10 семейств |                      |  |  |  | еще 3077 подтвержденных и 7056 в статусе "непроверенных" видов и инфравидовых таксонов | еще 3077 подтвержденных и 7056 в статусе "непроверенных" видов и инфравидовых таксонов |  |  |
|  |                                      |  |                                   | порядок Астроцветные              |                    |  |                 |                 | род Ястребинка       |  |  |  |                                                                                        | Hieracium lachenalii subsp. lachenalii                                                 |  |  |
|  |                                      |  |                                   | порядок Астроцветные              |                    |  |                 |                 | род Ястребинка       |  |  |  |                                                                                        | Hieracium lachenalii subsp. lachenalii                                                 |  |  |
|  | отдел Цветковые, или Покрытосеменные |  |                                   |                                   | семейство Астровые |  |                 |                 | Hieracium lachenalii |  |  |  |                                                                                        |                                                                                        |  |  |
|  | отдел Цветковые, или Покрытосеменные |  |                                   |                                   |                    |  |                 |                 |                      |  |  |  |                                                                                        |                                                                                        |  |  |
|  |                                      |  | ещё 63 порядка цветковых растений | ещё 63 порядка цветковых растений |                    |  |                 | ещё 1804 рода   | ещё 1804 рода        |  |  |  | еще 24 подтвержденных и 25 в статусе "непроверенных" инфравидовых таксонов             |                                                                                        |  |  |
|  |                                      |  |                                   | ещё 63 порядка цветковых растений |                    |  |                 |                 | ещё 1804 рода        |  |  |  |                                                                                        |                                                                                        |  |  |

### Синонимы
- Hieracium amitsokense  (Almq.) Dahlst. ex Omang
- Hieracium dovrense var. amitsokense  Almq.
- Hieracium dovrense var. ivigtutense  Almq.
- Hieracium groenlandicum  Arv.-Touv.
- Hieracium ivigtutense  (Almq.) Omang
- Hieracium scholanderi  Omang
- Hieracium sylowi  Omang
- Hieracium vulgatum  Fr.